# Gerhard Langenfeld

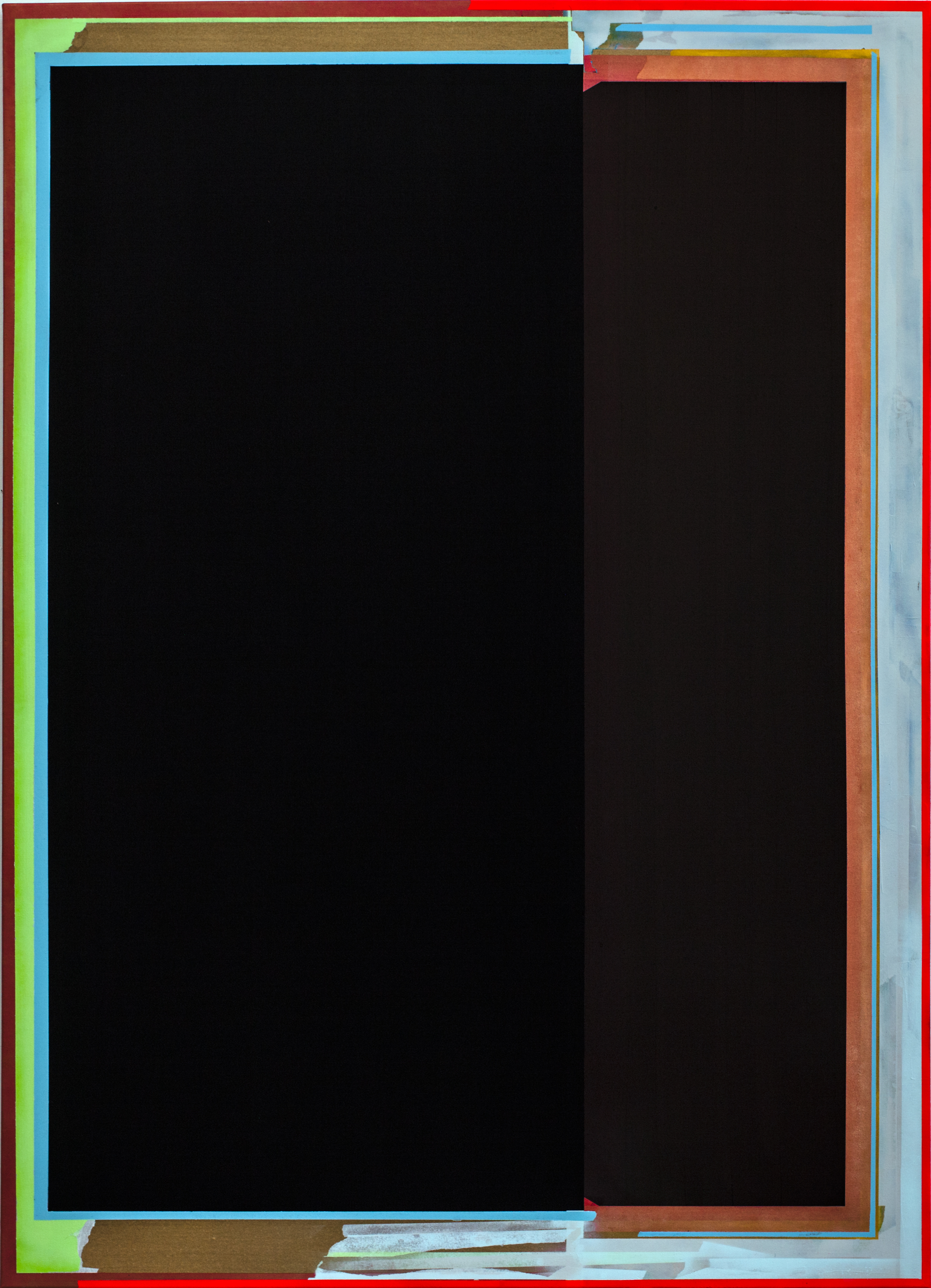
Gerhard Langenfeld, O.T., (WV 20, Lw 44), 2020

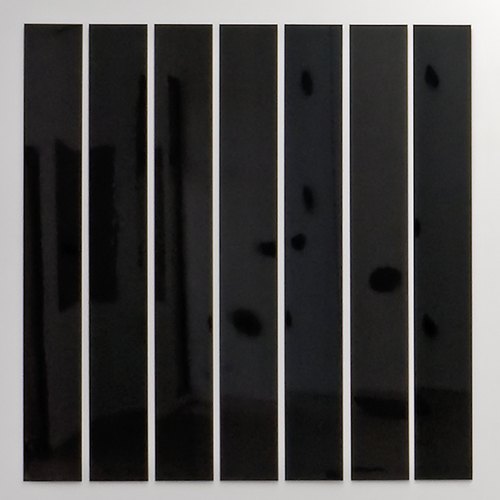
Gerhard Langenfeld, Schwarzes Quadrat, 2009

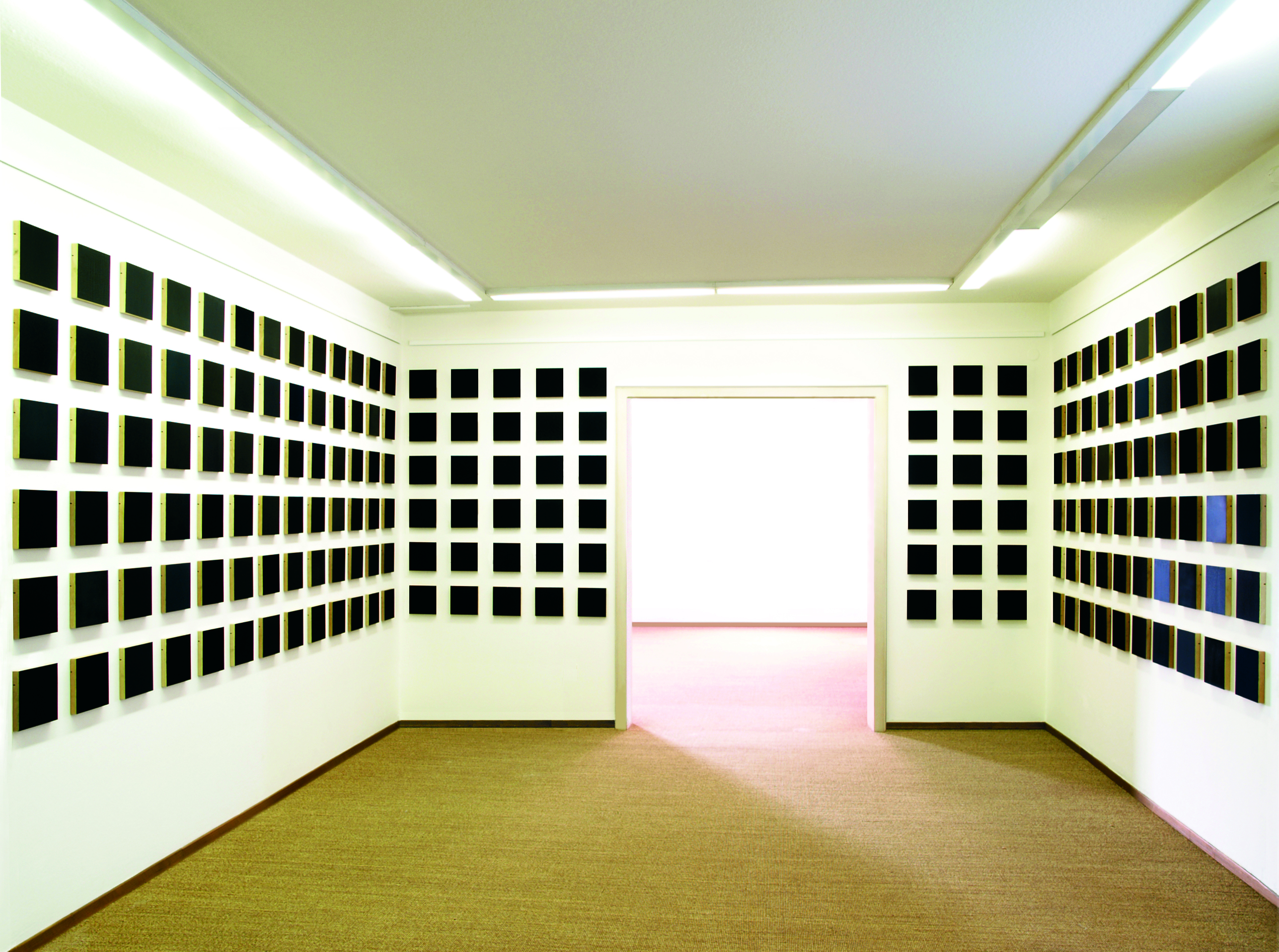
Gerhard Langenfeld, Schwarzproben, 2006

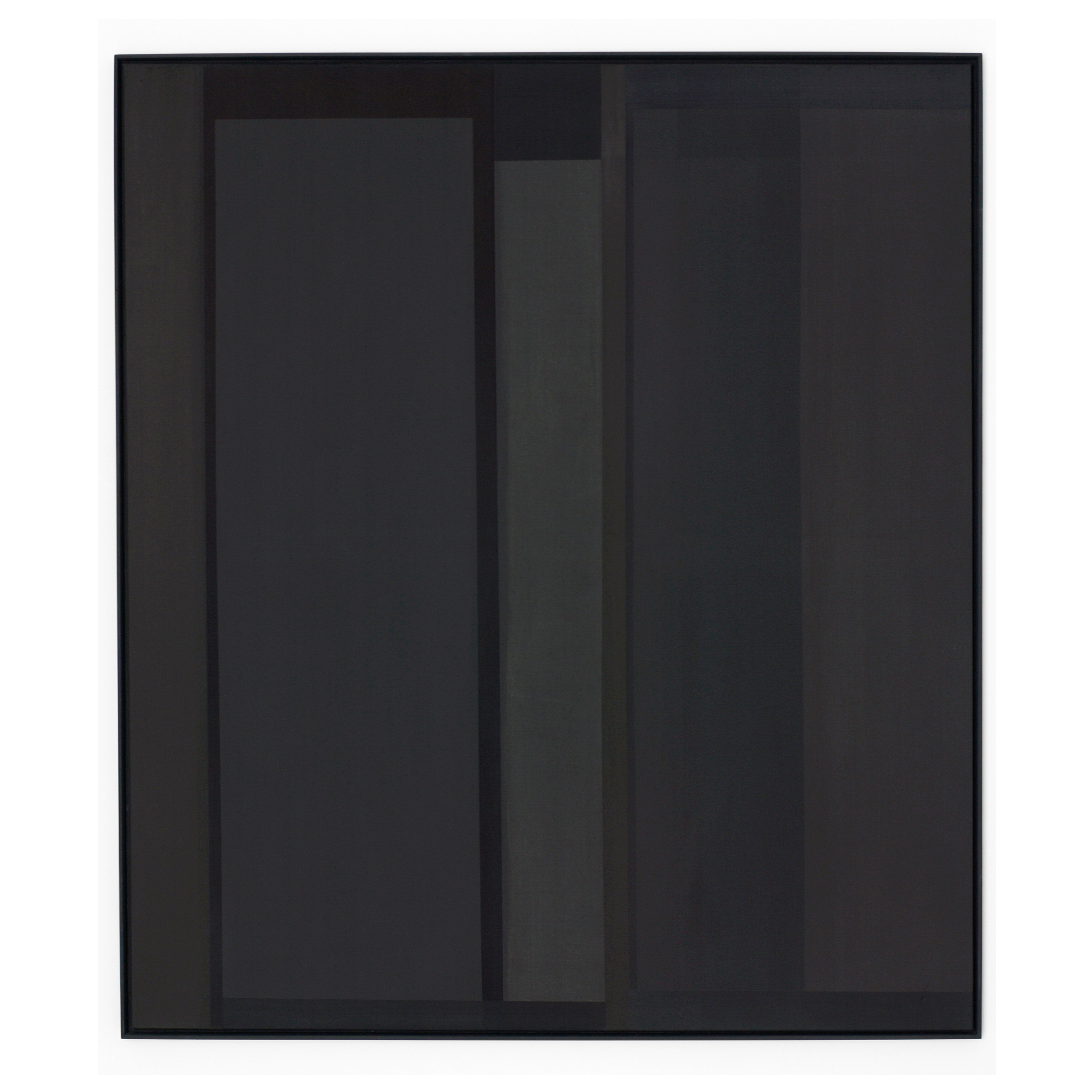
Gerhard Langenfeld, Ohne Titel, 2001 2002

Gerhard Langenfeld (* 20. Mai 1955 in Saulgau) ist ein deutscher Maler.

## Leben
Von 1977 bis 1982 studierte er an der Staatlichen Akademie der Bildenden Künste Stuttgart bei Rudolf Hägele (Malerei) und Peter Grau. Seit 1998 ist er Mitglied im Deutschen Künstlerbund; seit 2004 Mitglied im Künstlerbund Baden-Württemberg. 2008 erhielt er den Kunstpreis der Hohenzollerischen Landesbank Sigmaringen. Gerhard Langenfeld lebt und arbeitet in Bad Saulgau. Bis 2020 arbeitete er außerdem für 42 Jahre als Kunstlehrer am Gymnasium Aulendorf.

## Werk
Langenfeld begann seine künstlerische Arbeit in einer Phase gestischer und abstrakt-expressiver Malerei, deren Ziel das Erproben malerischer Möglichkeiten war. Dabei stand der Umgang mit Farbe und deren Wirkung im Vordergrund seiner Arbeit. Diese Versuche über Farbe sollten sich in seinen Arbeiten fortsetzen und vertiefen. Sie führten ihn Anfang der 90er Jahre zur Farbe Schwarz, deren Wirkmöglichkeiten der Künstler immer wieder – fast wie in Feldversuchen – untersuchte, exemplifizierte und erprobte. Dabei entstanden Bilder, in denen der Künstler Schwarz-Farben besonders in ihrer räumlichen Wirkungsmöglichkeit zu erfassen suchte und dabei ihre einerseits raumstiftende andererseits ihre bedeutungsstiftende Verfasstheit bis hin zur metaphysischen Sinnstiftung erprobte, wobei er, wie Werner Meyer schreibt, das „Zusammenspiel von Licht und Dunkel, von sinnlicher Oberflächenstruktur und transparenter Tiefe“ untersucht.
Dieses Ausprobieren der Farbe Schwarz führte den Künstler ab 2004 zu einem konzeptionellen Umgang mit der Farbe Schwarz. Dabei entstanden bis heute über 800 Schwarzproben, kleine quadratische Tafeln (18 × 18 cm), mit je einer unterschiedlich getönten Schwarzfarbe, deren Zusammensetzung Langenfeld genauestens protokollierte. Diese Schwarzproben gaben dem Künstler die Möglichkeit zu flächigen und räumlichen Überprüfungen der Möglichkeiten der Wirkung der Schwarzfarbe, ohne dabei Inhalte zu evozieren. Über diese konzentrierten Schwarzproben hinaus entstanden über 100 Werke auf Schleifpapier mit dem Titel Horizont, die die sinnliche Wirkung von Schwarz untersuchten. Zudem erweiterte Langenfeld sein bildnerisches Vokabular durch schwarze Holzpaneele, Glasscheiben, Alu-Profile und großen, oft mehrteiligen monochromen Arbeiten mit Autolacken, die er monumental steigerte und die selbst soziale Wirklichkeiten evozierten, z. B. durch Lackfarben von namhaften Automarken. Damit erweiterte er sein bildnerisches Vokabular wie Cora von Pape in ihrem Aufsatz Bilderspiegel festhält.
Schließlich führte der Künstler ab 2010 noch einmal seine Arbeit über die Farbuntersuchungen zur Farbe Schwarz mittels Fotografie, Reflexionen und Spiegelungen von Landschaften und Gegenständen in schwarz lackierten Farbtafeln, in malerischen Ausdrucksmitteln. Dieser Fährte der malerischen Farbigkeit in Verbindung mit seinen monochromen Schwarzfeldern folgt der Künstler in seinen Schwarzlichtfarbräumen seit 2018. Hier verbindet er malerisch, wie das Wortspiel verdeutlicht, die tief schwarzfarbigen, dominanten Bildflächen im Binnenbereich mit einer leuchtenden Vielfarbigkeit am Rande. Dabei wird deutlich: Die Schwarzfarbigkeit ist der Ursprung der Vielfarbigkeit.

## Ausstellungen
Langenfeld ist seit 1983 in zahlreichen Einzel- und Gruppenausstellungen vertreten.

### Einzelausstellungen (Auswahl)
- 1983, Städtische Galerie Die Fähre, Saulgau
- 1989, Galerie Ruppert, Hainfeld
- 1991, Städtische Galerie Villingen-Schwenningen (mit Jürgen Palmtag)
- 1991, Drei Atelierportraits 9, Galerie der Stadt Sindelfingen (mit Peter Guth † und Dietrich Schön)
- 2000, Schwarze Bilder - Schwarzes Licht, Nationalmuseum Tiflis, Georgien
- 2006, Gerhard Langenfeld - Schwarz und mehr Farben, Dommuseum Frankfurt
- 2011, Gerhard Langenfeld - Horizonte, Forum Kunst, Rottweil
- 2012, Gerhard Langenfeld - Horizonte, Kunstmuseum Singen
- 2015, Gerhard Langenfeld – Bilderspiegel, Kreisgalerie Schloss Meßkirch
- 2018, black is black, BRAUN-FALCO Galerie, München
- 2021, Galerie Wohlhüter, Thalheim-Leibertingen (mit Jörg Bach)
- 2023, Gerhard Langenfeld, Museum ARTPLUS, Donaueschingen
- 2023, "Backstage", Jürgen Knubben & Gerhard Langenfeld, Galerie ABTART, Stuttgart-Möhringen

### Gruppenausstellungen (Auswahl)
- 1988, Quellen-Mündungen, Landeskunstwochen '88, Villingen-Schwenningen
- 1996, Farbe Licht und Raum – Zeitgenössische Kunst aus Deutschland, Regionalmuseum Tula, Russland
- 2006, Formen und Felder, Schwarze Kunstwerke aus der Sammlung Biedermann, Städtische Galerie Villingen-Schwenningen
- 2006, Memoria, Das Dommuseum Frankfurt im Dialog mit der Gegenwartskunst, Gästehaus der Deutschen Bischofskonferenz Bonn, (mit Daniel Bräg und Leo Zogmayer)
- 2009, autoMobil – Kunst und Bewegung, Galerie ABTART, Stuttgart
- 2016 Flora magica, Städtische Galerie Die Fähre, Bad Saulgau
- 2017, Black/White and Friends, Galerie Burster, Berlin
- 2017, Leidenschaft Passion; Im Fokus: Pierre Soulages, Museum ART.PLUS, Donaueschingen
- 2018, colorful.farbenfroh; Im Fokus: Dorothy Fratt¸ Museum ART.PLUS, Donaueschingen
- 2019, Vollgas-Full Speed, Museum ART.PLUS, Donaueschingen
- 2022, Leberer, Bach, Langenfeld, Kunstraum Villa Friede, Bonn

## Publikationen (Auswahl)
- 1983, Gerhard Langenfeld – Malerei, Katalog zur Ausstellung in der Städtischen Galerie Die Fähre, Bad Saulgau.
- 1989, Gerhard Langenfeld – Bilder, Zeichnungen, Katalog zur Ausstellung in der Galerie Ruppert, Hainfeld.
- 1990, Gerhard Langenfeld – Zeichnungen, Akademie der Diözese Rottenburg-Stuttgart, ISBN 3-926297-25-5.
- 1992, Drei Atelierportraits 9 – Peter Guth, Gerhard Langenfeld, Dietrich Schön, Galerie der Stadt Sindelfingen.
- 1996, Farbe Licht Raum - Zeitgenössische Kunst aus Deutschland, Ausstellungskatalog Museum Tula, Russland; Hrsg. Wendelin Renn, Städtische Galerie Villingen-Schwenningen, ISBN 3-927987-35-2.
- 2000, Gerhard Langenfeld, Schwarze Bilder – Schwarzes Licht, Ausstellungskatalog Nationalmuseum Tiflis, Georgien; Hrsg. Wendelin Renn, Städtische Galerie Villingen-Schwenningen, ISBN 3-927987-61-1.
- 2006, Formen und Felder, Schwarze Kunstwerke aus der Sammlung Biedermann, Hrsg. BIEDERMANN MOTECH GmbH, Wendelin Renn, Verlag der Stadt Villingen-Schwenningen, ISBN 3-939423-03-3.
- 2015, Gerhard Langenfeld – Bilderspiegel, Hrsg. Wendelin Renn, Städtische Galerie Villingen-Schwenningen, ISBN 978-3-939423-57-7.
- 2019, Vollgas - Full Speed, Museum ART.PLUS, Donaueschingen, Hrsg. Art plus-Foundation, ISBN 978-3-947980-25-3.
- 2021, Gerhard Langenfeld – schwarzlichtfarbraum, Hrsg. Galerie Werner Wohlhüter.